# Acanthops parafalcata
Acanthops parafalcata är en bönsyrseart som beskrevs av Atilio Lombardo och Ippolito 2004. Acanthops parafalcata ingår i släktet Acanthops och familjen Acanthopidae. Inga underarter finns listade i Catalogue of Life.